# Comuna Jelenje, Primorje-Gorski kotar
Jelenje este o comună în cantonul Primorje-Gorski kotar, Croația, având o populație de 5.344 de locuitori (2011).

## Demografie
Componența etnică a comunei Jelenje
     Croați (93,53%)
     Sârbi (1,05%)
     Necunoscut (0,67%)
     Neclasificat (3,78%)
Componența confesională a comunei Jelenje
     Catolici (89,75%)
     Musulmani (3,2%)
     Fără religie și atei (2,04%)
     Ortodocși (1,7%)
     Necunoscută (2,41%)
     Alte religii (0,9%)
Conform recensământului din 2011, comuna Jelenje avea 5.344 de locuitori. Din punct de vedere etnic, majoritatea locuitorilor (93,53%) erau croați, cu o minoritate de sârbi (1,05%). Apartenența etnică nu este cunoscută în cazul a 0,67% din locuitori. Din punct de vedere confesional, majoritatea locuitorilor (89,75%) erau catolici, existând și minorități de musulmani (3,2%), persoane fără religie și atei (2,04%) și ortodocși (1,7%). Pentru 2,41% din locuitori nu este cunoscută apartenența confesională.